# SciSpace
SciSpace es una plataforma de inteligencia artificial generativa enfocada en la investigación académica, que permite buscar, analizar y comprender artículos científicos. Desarrollada por la compañía Typeset, esta herramienta aprovecha tecnología de procesamiento de lenguaje natural (NLP, por sus siglas en inglés) para simplificar y optimizar el proceso de revisión de la literatura en documentos científicos.

## Características
La plataforma permite realizar búsquedas a profundidad en bases de datos de acceso abierto, así como repositorios institucionales, lo que permite el acceso a textos completos. También ofrece recomendaciones basadas en el contexto de las búsquedas anteriores y el historial del usuario, lo que facilita el descubrimiento de artículos relevantes, a partir de indicadores bibliométricos. SciSpace utiliza inteligencia artificial para proporcionar explicaciones detalladas de términos, conceptos y gráficos complejos en los textos científicos. La plataforma permite generar resúmenes automáticos de artículos, destacando puntos clave y resultados principales. Los usuarios pueden hacer preguntas directamente relacionadas con el contenido de un artículo (chatear con el PDF), y la herramienta genera respuestas basadas en el contexto y los datos disponibles en el documento. Esta herramienta reduce significativamente el tiempo que los usuarios invierten en la interpretación de textos, al ofrecer un soporte interactivo y adaptable a las necesidades específicas de los investigadores.

## Recepción
SciSpace ha obtenido una atención significativa dentro de la comunidad de investigación por su enfoque innovador para mejorar la colaboración académica y la revisión de la literatura. Las características de la plataforma han sido bien recibidas por su capacidad para agilizar la elaboración de artículos académicos, permitiendo a los investigadores compartir materiales y facilitar la creación de redes. SciSpace es una herramienta útil para realizar revisiones bibliográficas en diversas disciplinas de investigación. Los usuarios han informado que funciona de manera similar a Google Scholar, pero emplea capacidades de búsqueda semántica, lo que permite obtener resultados más intuitivos y relevantes. Por ejemplo, cuando un usuario preguntó sobre las implicaciones de la barba para la salud, SciSpace resumió de manera efectiva la literatura existente, brindando una descripción general concisa de los estudios y hallazgos relevantes. Esta función beneficia a los investigadores que necesitan evaluar rápidamente la amplitud de la literatura disponible sobre un tema sin tener que examinar manualmente numerosos documentos. La función Co-Pilot ha sido bien recibida, por su facilidad de uso y sus capacidades, como la explicación de tablas complejas y ecuaciones matemáticas.
Sin embargo, han surgido algunas críticas con respecto a la dependencia de las herramientas de IA en el proceso de investigación. Se han enfatizado las preocupaciones sobre la privacidad y la necesidad de supervisión humana en el contenido generado por IA, lo que sugiere que  las capacidades de IA de SciSpace pueden ayudar en la redacción y el resumen, no deben reemplazar la evaluación crítica y la experiencia de los investigadores humanos. Esto resalta la importancia de mantener estándares rigurosos en la investigación científica, asegurando que las herramientas de IA complementen en lugar de comprometer la integridad del trabajo realizado. 

## Perspectivas generativas
La herramienta "Generative Insights by Tactic" es una característica  de SciSpace que permite a los usuarios extraer información de varios tipos de documentos. Puede procesar documentos no estructurados, brindando información contextual destacada e información útil basada en consultas de los usuarios. Esta herramienta también admite el uso compartido (colaborativo), lo que permite a los usuarios crear informes y resúmenes interactivos.

## Investigación colaborativa
En entornos colaborativos, SciSpace permite a los equipos optimizar sus procesos de investigación. Los usuarios pueden compartir conocimientos, crear informes y realizar referencias cruzadas de documentos para fomentar un entorno colaborativo. La función de intercambio colaborativo mejora el trabajo en equipo y ayuda a acelerar los resultados de la investigación.

## Sesgos en los algoritmos de IA
Si bien los beneficios de las herramientas de IA como SciSpace son considerables, también existen desafíos, en particular en lo que respecta al sesgo en el desarrollo de algoritmos. La creación de algoritmos basados en IA debe priorizar la inclusión desde el principio para evitar la aparición de disparidades en materia de salud, especialmente en campos como la atención médica. Se alienta a los desarrolladores a implementar diversas estrategias para mitigar el sesgo a lo largo del ciclo de vida del desarrollo de algoritmos, incluido el preprocesamiento cuidadoso de los datos, la validación y la garantía de una representación diversa en los conjuntos de datos de entrenamiento.